# Krzyż Wielkopolski (gemeente)
De gemeente Krzyż Wielkopolski is een stad- en landgemeente in het Poolse woiwodschap Groot-Polen, in powiat Czarnkowsko-trzcianecki.
De zetel van de gemeente is in Krzyż Wielkopolski.
Op 30 juni 2004 telde de gemeente 8820 inwoners.

## Oppervlakte gegevens
In 2002 bedroeg de totale oppervlakte van gemeente Krzyż Wielkopolski 174,56 km², waarvan:
- agrarisch gebied: 33%
- bossen: 56%

De gemeente beslaat 9,65% van de totale oppervlakte van de powiat.

## Demografie
Stand op 30 juni 2004:
| Omschrijving                   | Totaal | Totaal | Vrouwen | Vrouwen | Mannen | Mannen |
| ------------------------------ | ------ | ------ | ------- | ------- | ------ | ------ |
| eenheid                        | aantal | %      | aantal  | %       | aantal | %      |
| inwoners                       | 8820   | 100    | 4489    | 50,9    | 4331   | 49,1   |
| bevolkingsdichtheid (inw./km²) | 50,5   | 50,5   | 25,7    | 25,7    | 24,8   | 24,8   |

In 2002 bedroeg het gemiddelde inkomen per inwoner 1084,88 zł.

## Aangrenzende gemeenten
Człopa, Dobiegniew, Drawsko, Drezdenko, Wieleń